# ميغيل توركو ماركيز
ميغيل توركو ماركيز (19 سبتمبر 1951 في مكسيكو سيتي) رجل أعمال وأكاديمي مكسيكي. شغل منصب وزير السياحة في المقاطعة الفيدرالية من عام 2012 إلى عام 2017. وفي عام 2017، أصبح مستشارًا للسياحة في أندريس مانويل لوبيز أوبرادور، ورئيس حركة التجديد الوطنية (MORENA).